# Націоналістична партія Австралії

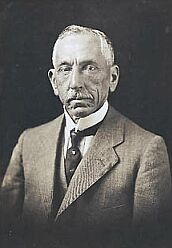
Біллі Г'юз, Прем'єр-міністр Австралії 1915-1923

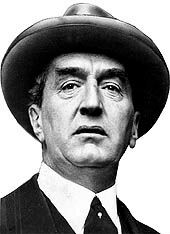
Стенлі Брюс, Прем'єр-міністр Австралії 1923-1929

Націоналістична партія Австралії сформувалась 17 лютого 1917 внаслідок злиття Ліберальної партії Співдружності та Національної лейбористської партії, очолив її прем'єр-міністр Біллі Г'юз. Націоналістична партія була в уряді (час від часу в коаліції) до 1929. Відтоді партія стала головною опозицією до Лейбористської партії, доки не перетворилась на Партію Об'єднаної Австралії у 1931.

## Організація Молодих Націоналістів
Приблизно у 1929 Роберт Мензіс сформував Організацію Молодих Націоналістів і став її першим президентом.
Організація зберігала своє ім'я до тих пір, поки Націоналістська партія («старша сестра») не стала частиною Партії Об'єднаної Австралії (ПОА). Половина учасників ПОА, обраних на виборах 1932 року до парламенту Вікторії, були Молодими Націоналістами. 
Пізніше, коли Мензіс заснував Ліберальну партію, він запросив делегатів від Молодих Націоналістів як спостерігачів. Згодом Молоді Націоналісти стали основою Організації Молодих Лібералів.

## Лідери
- Біллі Г'юз 1917-1922.
- Стенлі Брюс 1922-1929
- Джон Летем 1929-1931